# Mou'nis al-Muzaffar
Abou'l-Hasan Mou'nis (en arabe : ابوالحسن مؤنس, vers 845/846-933), aussi connu par ses surnoms d’Al-Muzaffar (« Le Victorieux ») et d’Al-Kadim (« L'Eunuque ») est le général en chef de l'armée du califat abbasside de 908 à sa mort en 933. À partir de 928, il agit en tant qu'autocrate et « faiseur de roi » au sein du califat.
En tant que vétéran des campagnes conduites sous Al-Mutadid, il se distingue en sauvant le jeune Al-Muqtadir lors d'un coup d'état palatin en 908. Avec le soutien du calife, il devient général en chef de l'armée califale et conduit plusieurs expéditions contre l'Empire byzantin, préserve Bagdad des Qarmates en 927 et vainc deux invasions des Fatimides en 915 et 920. En 924, il participe à la déposition et à l'exécution du vizir Ibn al-Fourat. Après cet événement, son influence politique progresse fortement, au point qu'il dépose brièvement Al-Muqtadir en 928. Sa rivalité avec le calife et l'administration civile de Bagdad débouche sur une confrontation ouverte en 931-932, qui se termine par le succès de Mou'nis et la mort au combat du calife. Mou'nis fait d'Al-Qahir le nouveau calife qui, en août 933, le fait exécuter avec ses principaux officiers. La prise du pouvoir de Mou'nis, tout comme sa fin brutale, marquent le début d'une nouvelle période de troubles dans le califat abbasside déclinant, qui se termine par sa chute en 946 et la prise de Bagdad par les Bouyides.

## Biographie
Selon le récit du chroniqueur Al-Dhahabi, Mou'nis est âgé de 90 ans à sa mort, ce qui indiquerait une naissance vers 845-846. En raison de son statut d'eunuque, il est appelé Al-Khadim (L'Eunuque) dans les sources, pour le distinguer de son homonyme, le trésorier Mou'nis al-Fahl (« L'Etalon »). Il apparaît d'abord en tant que ghulam du futur calife Al-Mu'tadid lors de la répression de la révolte des Zanj en 880-881. Il progresse dans la hiérarchie jusqu'au poste de chef de la police (sahib al-shurta) au sein du camp d'Al-Mutadid en 900. Toutefois, Al-Dhahabi rapporte que le calife le bannit à La Mecque d'où il est rappelé seulement après l'arrivée au pouvoir d'Al-Muqtadir en 908. Cette affirmation est confirmée par son absence complète des sources lors du règne intermédiaire d'Al-Muktafi. 
Mou'nis gagne en influence très tôt lors du règne d'Al-Muqtadir. En 908, dès l'arrivée de celui-ci au pouvoir, une partie de l'administration et de l'armée déclenche un putsch pour le renverser et le remplacer par son frère, Abdullah ibn al-Mu'tazz. Mou'nis dirige la défense du palais et le coup d'état échoue. Cela lui assure la confiance et le soutien du jeune calife et de son influente mère, Shaghab, ce qui lui permet de consolider sa position au sein des principaux membres de la cour abbasside. Il devient le général en chef de l'armée permanente du califat, qui comprend 9 000 hommes en 927. En 909, il dirige le traditionnel raid estival (sa'ifa) contre l'Empire byzantin et envahit l'Asie Mineure byzantine depuis Malatya, faisant un grand nombre de prisonniers. L'année suivante, il parvient à reprendre la province du Fars aux Saffarides, profitant des tensions entre l'émir saffaride Al-Layth et l'ancien général Sebük-eri, qui s'est emparé de la province. Quand al-Mu'addal, le frère d'Al-Layth, envahit la région de Fars, Sebük-eri appelle le calife à l'aide et une armée conduite par Mou'nis est envoyée. Al-Layth est vaincu et capturé tandis que Sebük-eri est rapidement déposé de son poste de gouverneur dès lors qu'il se montre incapable de payer le tribut promis. La même année, en 909-910, Mou'nis supervise un échange de prisonniers avec les Byzantins. 
En 914, les Fatimides viennent seulement de s'emparer de l'Ifriqiya au détriment des Aghlabides mais ils envahissent déjà l'Égypte sous la conduite d'Abu'l-Qasim. Rapidement, ils prennent Alexandrie mais ne peuvent s'emparer de la capitale provinciale, Fostat. En 915, Mou'nis dirige des renforts abbassides en Égypte et en chasse les Fatimides. Ce succès lui permet d'obtenir le laqab d'Al-Muzaffar. À son retour d'Égypte, il reçoit l'ordre de se porter dans la région de la Jazira et dans la zone frontalière (thughur) avec les Byzantins. Ces derniers ont profité de la rébellion d'Husayn ibn Hamdan pour prendre la forteresse d'Hisn Mansur et en déporter la population. En représailles, il dirige un raid d'importance à la fin de l'été 916, prenant plusieurs forteresses dans les environs de Malatya avant d'ordonner à Abu'l-Qasim de conduire un autre raid vers Tarse. En septembre et octobre 917, à la suite d'une demande d'une ambassade byzantine dirigée par Jean Rhadénos, il supervise aux côtés de Bishr al-Afshini, le gouverneur de Tarse et de la zone frontalière de la Cilicie, un autre échange de prisonniers sur le fleuve Lamos.
En 918-919, Mou'nis combat le chef rebelle d'Azerbaïdjan Yusuf Ibn Abi'l-Saj, qui a récupéré pour lui-même la partie des taxes devant revenir à Bagdad et s'est emparé de plusieurs provinces au nord de l'Iran sans l'approbation du calife. Lors de sa première campagne en 918, Yusuf se replie dans sa capitale Ardabil face à l'avancée de Mou'nis. Après que les tentatives de médiation du vizir Ibn al-Furat ont échoué, Yusuf engage le combat lors d'une bataille rangée devant Ardabil et remporte la victoire. Toutefois, l'année suivante, Mou'nis vainc Yusuf lors d'un nouvel affrontement devant Ardabil et l'emmène comme prisonnier à Bagdad. Yusuf reste prisonnier durant trois ans tandis que, dans le même temps, Subuk, un ghulam de Yusuf, prend le pouvoir en Azerbaïdjan après avoir obtenu la reconnaissance califale. En 922, Mou'nis persuade al-Muqtadir de libérer Yusuf et de lui rendre son ancienne position mais cette fois-ci au service du gouvernement abbasside. Entre 920 et 922, Mou'nis joue un rôle décisif dans la défaite de la deuxième armée fatimide envoyée envahir l'Égypte. Après s'être emparée d'Alexandrie et occupée Fayoum, la flotte l'accompagnant est coulée avant que Mou'nis ne la défasse devant Fostat puis ne piège Abu'l-Qasim à Fayoum, dont il ne s'échappe qu'au prix de lourdes pertes. En 923, il lance un nouveau raid en territoire byzantin, s'emparant de quelques forteresses et d'un important butin.
Au sein de la cour, Mou'nis est très tôt un opposant résolu d'Ibn al-Furat et un allié de son rival, Ali ibn Isa al-Jarrah. Le conflit entre les deux hommes culmine lors du troisième mandat d'Ibn al-Furat au poste de vizir, en 923-924. Cette période troublée voit Mou'nis être envoyé dans une situation de quasi-exil à Raqqa et la torture de la famille des Banu'l Furat (des opposants politiques importants au sein de la cour abbasside). En outre, la menace des Qarmates réapparaît avec le sac de Bassora et le pillage de la caravane du hajj de retour de La Mecque. La crise se termine par un soulèvement militaire, la déposition d'Ibn al-Furat, le rappel de Mou'nis et l'exécution du vizir et de son fils.
Mou'nis est alors à l'apogée de sa carrière. Il a la main sur le gouvernement du califat et sa voix est décisive dans la nomination des successeurs d'Ibn al-Furat. Toutefois, au même moment, son pouvoir creuse un fossé croissant entre lui et le calife. Celui-ci en vient à comploter pour assassiner son général en chef en 927. Au cours de l'été, Mou'nis dirige une armée vers la frontière, autour de Samosate, que les Byzantins ont mis à sac. Toutefois, l'armée abbasside est prise par surprise par les Byzantins qui lui infligent une défaite. La même année, Mou'nis, soutenu par les Hamdanides, parvient à défendre Bagdad contre une attaque des Qarmates. Les raids de ces derniers sont alors une source de troubles importants. En plus de piller les régions fertiles du Sawad qui sont la principale source de revenus du califat, le prestige personnel du calife en vient à être atteint, notamment après le sac de La Mecque en 930. En 928, après la déposition de Ali ibn Isa, le favori de Mou'nis au poste de vizir, Mou'nis déclenche un coup d'état et dépose Al-Muqtadir qu'il remplace par son demi-frère Al-Qahir avant de revenir sur sa décision. Désormais, il détient une autorité quasi dictatoriale sur le gouvernement abbasside. En 931, Al-Muqtadir rassemble suffisamment de soutien pour le contraindre à quitter Bagdad mais, en 932, Mou'nis parvient à rassembler une armée importante pour attaquer Bagdad. Il vainc les forces califales devant les murs de la ville et Al-Muqtadir périt lors de la bataille. Mou'nis installe de nouveau Al-Qahir sur le trône califal mais les deux hommes entretiennent rapidement des relations difficiles. Le nouveau calife noue des relations avec la faction de la cour qui était favorable à Al-Muqtadir. Si Mou'nis parvient un temps à le confiner dans le palais, Al-Qahir parvient à piéger son rival et ses principaux lieutenants qu'il fait exécuter.